# Volyně (stacja kolejowa)
Volyně – stacja kolejowa w miejscowości Volyně, w kraju południowoczeskim, w Czechach. Znajduje się na wysokości 445 m n.p.m..  
Na stacji istnieje możliwość zakupu biletów i rezerwacji miejsc.

## Linie kolejowe
- 198 Strakonice - Volary